# デッドビート・クラブ
「デッドビート・クラブ」（Deadbeat Club）は、The B-52'sが1989年に発表した楽曲。

## 概要
リッキー・ウィルソンをエイズで失ってから間もなく、キース・ストリックランドは本作品のメロディを書いた。当初のタイトルは「There Is a River」といった。ストリックランドは1990年、音楽雑誌『スピン』のインタビューに対し次のように答えている。
語り手は「Allen's」という店に行き、25セントのビールを飲みながらジュークボックスから流れる、？とザ・ミステリアンズの「96つぶの涙（96 Tears）」を聴く。Allen's はジョージア州アセンズの近郊のノーマルタウンに実際にあったハンバーガーショップ兼ナイトクラブである。
1989年6月27日に発売のアルバム『Cosmic Thing』に収録され、1990年2月にシングルカットされた。B面は「惑星クレア」のライブ・バージョン（1989年12月2日、クリーブランド公演）。7インチ盤のほか12インチ・シングルも発売された。プロデュースはナイル・ロジャース。
ビルボード・Hot 100で30位を記録した。
ミュージック・ビデオにはマイケル・スタイプがカメオ出演している（R.E.M.はアセンズで結成された）。